# Silene sclerocarpa
Silene sclerocarpa là loài thực vật có hoa thuộc họ Cẩm chướng. Loài này được Dufour miêu tả khoa học đầu tiên năm 1860.